# Castagnède (Pyrénées-Atlantiques)
Pour les articles homonymes, voir Castagnède.
Castagnède (en béarnais Castanheda ou Castagnéde) est une commune française, située dans le département des Pyrénées-Atlantiques en région Nouvelle-Aquitaine.

## Géographie

### Localisation
La commune de Castagnède se trouve dans le département des Pyrénées-Atlantiques, en région Nouvelle-Aquitaine.
Elle se situe à 71 km par la route de Pau, préfecture du département, à 50 km d'Oloron-Sainte-Marie, sous-préfecture, et à 25 km d'Orthez, bureau centralisateur du canton d'Orthez et Terres des Gaves et du Sel dont dépend la commune depuis 2015 pour les élections départementales.
La commune fait en outre partie du bassin de vie de Salies-de-Béarn.
Les communes les plus proches sont : 
Escos (0,9 km), Auterrive (1,4 km), Oraàs (1,9 km), Labastide-Villefranche (2,1 km), Carresse-Cassaber (2,7 km), Saint-Dos (3,1 km), Abitain (3,8 km), Arancou (4,7 km).
Sur le plan historique et culturel, Castagnède fait partie de la province du Béarn, qui fut également un État et qui présente une unité historique et culturelle à laquelle s’oppose une diversité frappante de paysages au relief tourmenté.

### Communes limitrophes
Les communes limitrophes sont  Auterrive, Carresse-Cassaber, Escos, Oraàs et Salies-de-Béarn.
| Auterrive | Carresse-Cassaber |                 |
| Escos     | Castagnède        | Salies-de-Béarn |
|           | Oraàs             |                 |

### Hydrographie

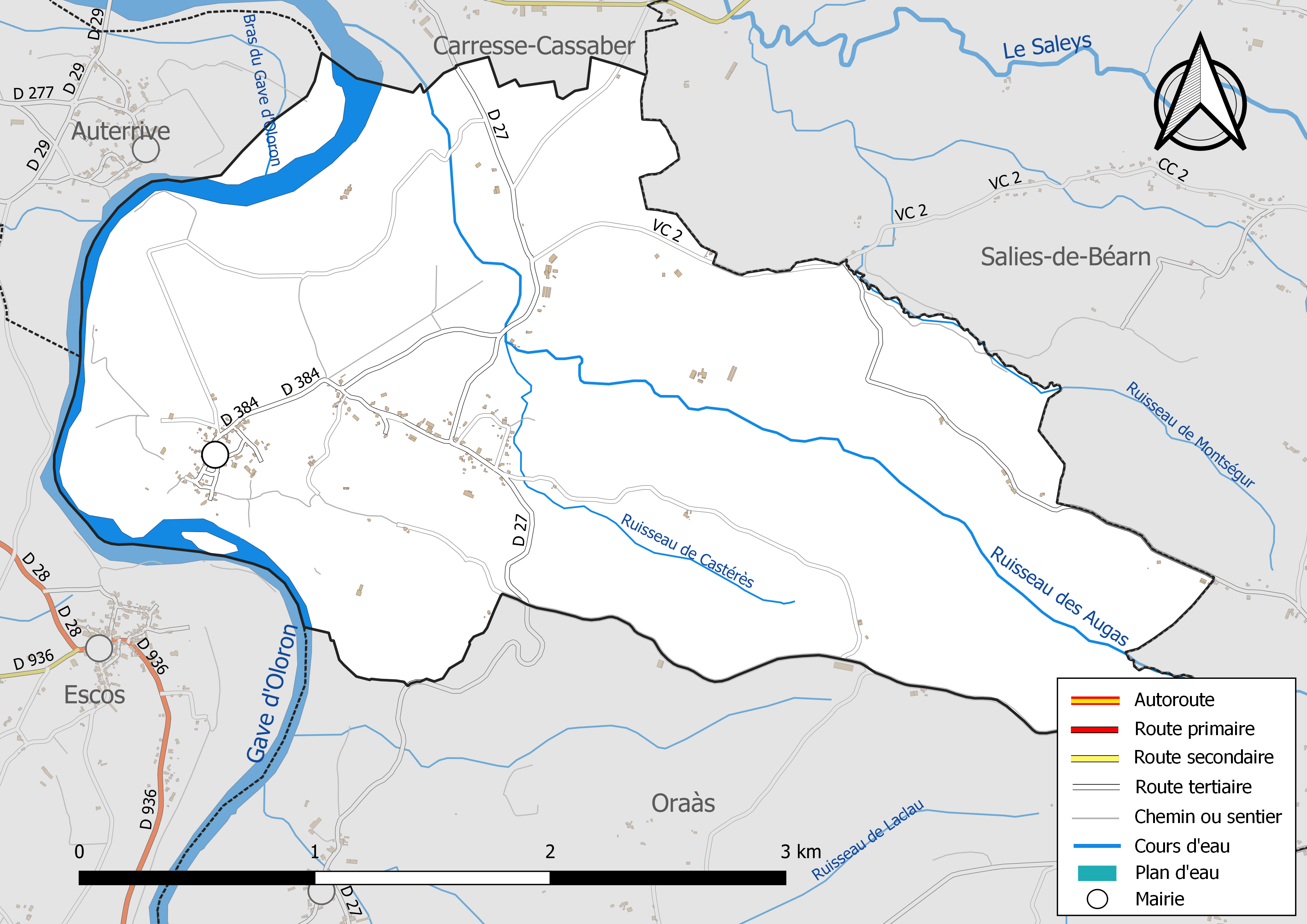
Réseaux hydrographique et routier de Castagnède.

La commune est drainée par le gave d'Oloron, le ruisseau des Augas, un bras du gave d'Oloron, le ruisseau de Castérès, le ruisseau de Montségur, et par divers petits cours d'eau, constituant un réseau hydrographique de 8 km de longueur totale,.
Le gave d'Oloron, d'une longueur totale de 148,8 km, prend sa source dans la commune de Laruns et s'écoule vers le nord-ouest. Il traverse la commune et se jette dans le gave de Pau à Sorde-l'Abbaye, après avoir traversé 64 communes.

### Climat
Pour des articles plus généraux, voir Climat de la Nouvelle-Aquitaine et Climat des Pyrénées-Atlantiques.
Historiquement, la commune est exposée à un micro climat océanique basque.  
En 2020, Météo-France publie une typologie des climats de la France métropolitaine dans laquelle la commune est exposée à un climat de montagne et est dans la région climatique Pyrénées atlantiques, caractérisée par une pluviométrie élevée (>1 200 mm/an) en toutes saisons, des hivers très doux (7,5 °C en plaine) et des vents faibles.
Pour la période 1971-2000, la température annuelle moyenne est de 14,1 °C, avec une amplitude thermique annuelle de 13,8 °C. Le cumul annuel moyen de précipitations est de 1 301 mm, avec 12,2 jours de précipitations en janvier et 8,2 jours en juillet. Pour la période 1991-2020, la température moyenne annuelle observée sur la station météorologique la plus proche, située sur la commune de Saint-Gladie-Arrive-Munein à 10 km à vol d'oiseau, est de 14,3 °C et le cumul annuel moyen de précipitations est de 1 323,1 mm,. Pour l'avenir, les paramètres climatiques de la commune estimés pour 2050 selon différents scénarios d’émission de gaz à effet de serre sont consultables sur un site dédié publié par Météo-France en novembre 2022.

### Milieux naturels et biodiversité

#### Réseau Natura 2000
Le réseau Natura 2000 est un réseau écologique européen de sites naturels d'intérêt écologique élaboré à partir des Directives « Habitats » et « Oiseaux », constitué de zones spéciales de conservation (ZSC) et de zones de protection spéciale (ZPS).
Un site Natura 2000 a été défini sur la commune au titre de la « directive Habitats » : « le gave d'Oloron (cours d'eau) et marais de Labastide-Villefranche », d'une superficie de 2 547 ha, une rivière à saumon et écrevisse à pattes blanches,.

#### Zones naturelles d'intérêt écologique, faunistique et floristique
L’inventaire des zones naturelles d'intérêt écologique, faunistique et floristique (ZNIEFF) a pour objectif de réaliser une couverture des zones les plus intéressantes sur le plan écologique, essentiellement dans la perspective d’améliorer la connaissance du patrimoine naturel national et de fournir aux différents décideurs un outil d’aide à la prise en compte de l’environnement dans l’aménagement du territoire.
Une ZNIEFF de type 1 est recensée sur la commune, : 
la « Pene de Mu » (26,36 ha) et une ZNIEFF de type 2,, : 
le « réseau hydrographique du gave d'Oloron et de ses affluents » (6 885,32 ha), couvrant 114 communes dont 2 dans les Landes et 112 dans les Pyrénées-Atlantiques.

## Urbanisme

### Typologie
Au 1er janvier 2024, Castagnède est catégorisée commune rurale à habitat dispersé, selon la nouvelle grille communale de densité à sept niveaux définie par l'Insee en 2022.
Elle est située hors unité urbaine. Par ailleurs la commune fait partie de l'aire d'attraction de Salies-de-Béarn, dont elle est une commune de la couronne,. Cette aire, qui regroupe 6 communes, est catégorisée dans les aires de moins de 50 000 habitants,.

### Occupation des sols

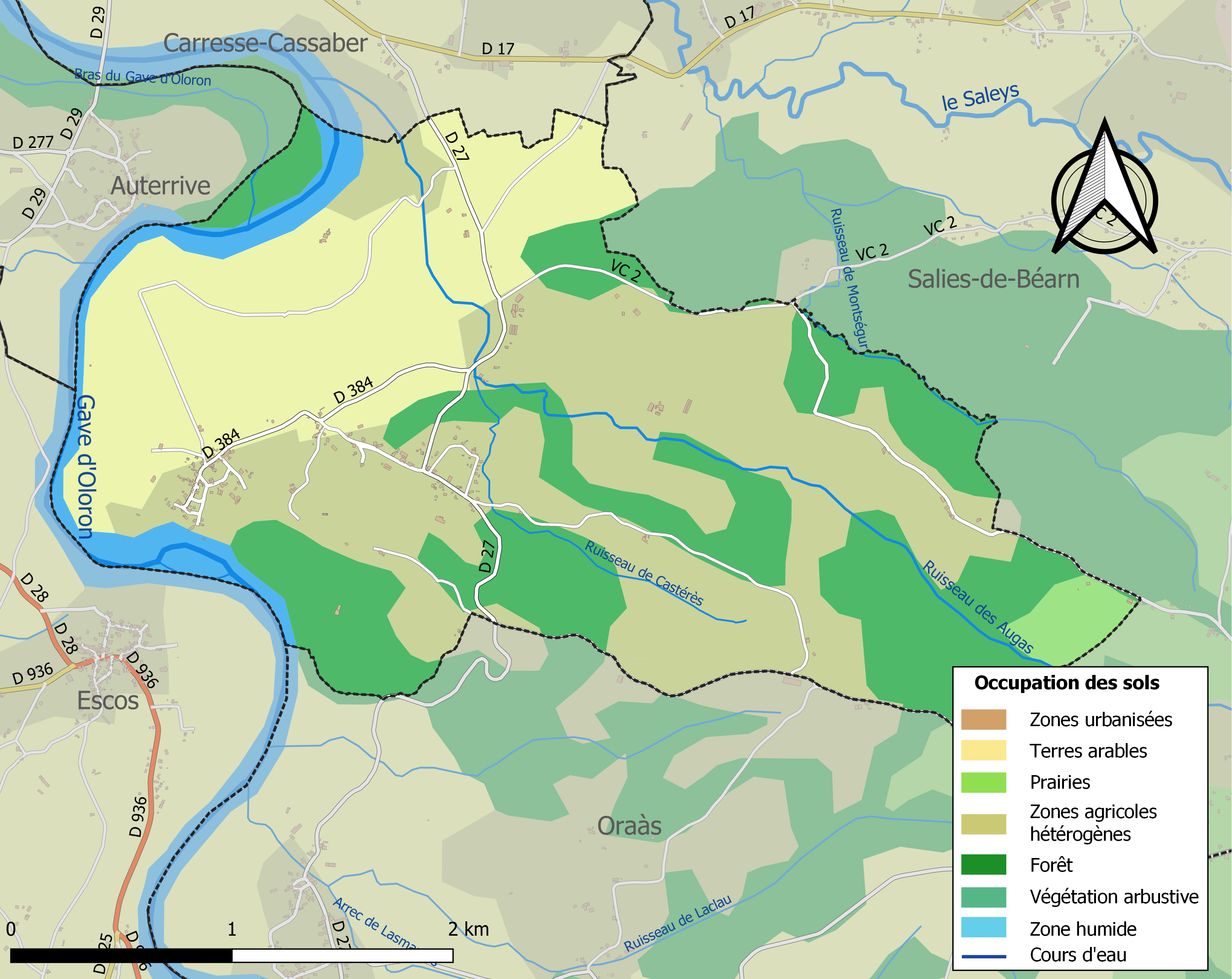
Carte des infrastructures et de l'occupation des sols de la commune en 2018 (CLC).

L'occupation des sols de la commune, telle qu'elle ressort de la base de données européenne d’occupation biophysique des sols Corine Land Cover (CLC), est marquée par l'importance des territoires agricoles (67,3 % en 2018), une proportion identique à celle de 1990 (67,3 %). La répartition détaillée en 2018 est la suivante : 
zones agricoles hétérogènes (38,2 %), forêts (29,9 %), terres arables (25,1 %), prairies (4 %), eaux continentales (2,8 %). L'évolution de l’occupation des sols de la commune et de ses infrastructures peut être observée sur les différentes représentations cartographiques du territoire : la carte de Cassini (XVIIIe siècle), la carte d'état-major (1820-1866) et les cartes ou photos aériennes de l'IGN pour la période actuelle (1950 à aujourd'hui).

### Lieux-dits et hameaux
- le Bourget
- Lo Hour
- Lasbordes
- Membrède
- Mu ou Mur
- Lo Padu
- Simounét
- Mongay
- Chemin de casteres

### Voies de communication et transports
La commune est desservie par les routes départementales D 27 et D 384.

### Risques majeurs
Le territoire de la commune de Castagnède est vulnérable à différents aléas naturels : météorologiques (tempête, orage, neige, grand froid, canicule ou sécheresse), inondations et séisme (sismicité modérée). Il est également exposé à un risque technologique,  le transport de matières dangereuses. Un site publié par le BRGM permet d'évaluer simplement et rapidement les risques d'un bien localisé soit par son adresse soit par le numéro de sa parcelle.

#### Risques naturels
Certaines parties du territoire communal sont susceptibles d’être affectées par le risque d’inondation par une crue à  débordement lent de cours d'eau, notamment le gave d'Oloron. La commune a été reconnue en état de catastrophe naturelle au titre des dommages causés par les inondations et coulées de boue survenues en 1982, 1983, 2009, 2018 et 2021,.

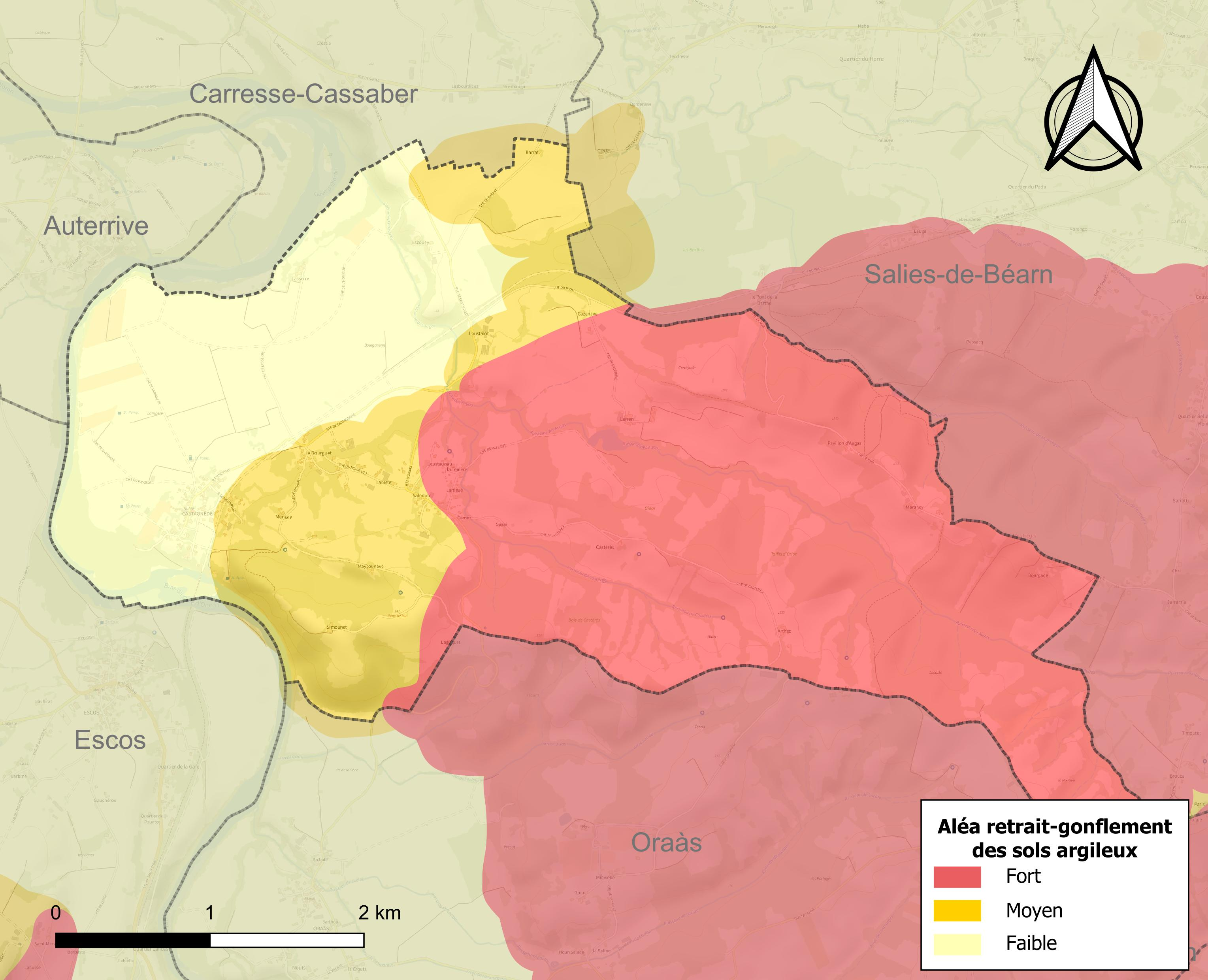
Carte des zones d'aléa retrait-gonflement des sols argileux de Castagnède.

Le retrait-gonflement des sols argileux est susceptible d'engendrer des dommages importants aux bâtiments en cas d’alternance de périodes de sécheresse et de pluie. 73,6 % de la superficie communale est en aléa moyen ou fort (59 % au niveau départemental et 48,5 % au niveau national). Depuis le 1er octobre 2020, en application de la loi ELAN, différentes contraintes s'imposent aux vendeurs, maîtres d'ouvrages ou constructeurs de biens situés dans une zone classée en aléa moyen ou fort,.

## Toponymie

### Attestations anciennes
Le toponyme Castagnède apparaît sous les formes 
Castaneta (XIIe siècle, cartulaire de Sorde), 
Castaeda (XIIIe siècle, fors de Béarn), 
Castayhede (vers 1360, titres de Came), 
Castanhede (1385, censier de Béarn), 
Sent Johan de Castanhede (1442, notaires de Labastide-Villefranche), 
Castanhade (1538, réformation de Béarn), 
Castaignede (1582, aliénations du diocèse de Dax) et 
Castaede (1614, réformation de Béarn).

### Autres toponymes
Le toponyme Membrède, fief de Castagnède, apparaît sous les formes 
Membred (XIIe siècle, cartulaire de Sorde) et 
Membreda (1538, réformation de Béarn).
Le toponyme Mu, hameau de Castagnède, apparaît sous les formes 
Sanctus-Severus de Muro (XIIe siècle, cartulaire de Sorde), 
Mur (1246, titres de Came), 
Murr (1376, montre militaire de Béarn), 
la domengedure de Mur-Mayor (1385, censier de Béarn) et 
Sent-Berthomiu de Mur (1442, notaires de Labastide-Villefranche).

### Graphie béarnaise
Son nom béarnais est Castanheda ou Castagnéde.

## Histoire
Paul Raymond note qu'en 1385, Castagnède et Mu comptaient ensemble cinquante-et-un feux et appartenait au diocèse de Dax. Le village dépendait du bailliage de Mu et Labastide-Villefranche, qui s'étendait à Labastide-Villefranche, By, le Leu, Mu et Saint-Dos.
Castagnède est un village béarnais dont on trouve des traces dès le XIe siècle. Une légende veut qu'il ait été occupé par les Maures après leur défaite en 732. Le seigneur du lieu aurait alors épousé une princesse Sarrazine. Ce qui est certain, c'est qu'Auger de Membrède seigneur du lieu, a fait les Croisades et entra le premier, dit-on, dans la cité trois fois sainte. Jusqu'en 1790, le village était partagé entre Mur (ou Mu), aujourd'hui un simple hameau et le bourg de Castagnède. Les ruines de l'église Saint-Barthélémy de Mur subsistent dans une enceinte féodale remarquable. Le bourg abrite une église romane, remaniée au XVIIIe siècle avec un retable représentant saint Jacques de Compostelle et, chose plus rare dans la vallée du gave, saint Joseph d'Arimathie. Le village sert de frontière entre la Gascogne (Auterrive) et la Navarre (Escos). Il dépendait de l'évêque de Dax.
Le fief de Membrède était vassal de la vicomté de Béarn et dépendait du bailliage de Mu. Il y avait au XVIe siècle un bac sur les gave d'Oloron, face à la commune d'Escos.
L'église recèle la sépulture de la très illustre et très ancienne famille de Membrède. La famille de Dufourcq fut propriétaire du château jusqu'en 1876. Le cimetière renferme les sépultures d'un aventurier, Faustin Lestage, qui fut le premier à trouver du pétrole en France sur les flancs de la pène de Mur. On y voit aussi une croix hosannière dont le fut remonte probablement à l'occupation romaine.

## Politique et administration

### Situation administrative
Castagnède a fait partie de l'arrondissement de Pau jusqu'au 30 décembre 2016. À cette date, elle appartient désormais à celui d'Oloron-Sainte-Marie.

### Liste des maires
| Période | Période  | Identité          | Étiquette | Qualité |
| ------- | -------- | ----------------- | --------- | ------- |
| 1995    | 2008     | Jean-Marc Balesta |           |         |
| 2008    | 2009     | Jacques Bargel    |           |         |
| 2009    | En cours | Jean Hourquebie   |           |         |

Liste des maires (1802-1871) :
- LOUSTATOT Jean 1802-1805 ;
- de MEMBREDE Jean François 1807-1832 ;
- LESTAGE Vincent 1841-1871.

### Intercommunalité
Castagnède fait partie de cinq structures intercommunales :
- la communauté de communes du Béarn des Gaves ;
- le SIGOM ;
- le syndicat d’énergie des Pyrénées-Atlantiques ;
- le syndicat intercommunal d’alimentation en eau potable du Saleys et des gaves ;
- le syndicat intercommunal des gaves et du Saleys.

## Population et société

### Démographie
L'évolution du nombre d'habitants est connue à travers les recensements de la population effectués dans la commune depuis 1793. Pour les communes de moins de 10 000 habitants, une enquête de recensement portant sur toute la population est réalisée tous les cinq ans, les populations de référence des années intermédiaires étant quant à elles estimées par interpolation ou extrapolation. Pour la commune, le premier recensement exhaustif entrant dans le cadre du nouveau dispositif a été réalisé en 2004.

En 2022, la commune comptait 200 habitants, en évolution de −5,21 % par rapport à 2016 (Pyrénées-Atlantiques : +3,78 %, France hors Mayotte : +2,11 %).
| 1793 | 1800 | 1806 | 1821 | 1831 | 1836 | 1841 | 1846 | 1851 |
| ---- | ---- | ---- | ---- | ---- | ---- | ---- | ---- | ---- |
| 391  | 403  | 424  | 419  | 456  | 504  | 540  | 534  | 508  |

| 1856 | 1861 | 1866 | 1872 | 1876 | 1881 | 1886 | 1891 | 1896 |
| ---- | ---- | ---- | ---- | ---- | ---- | ---- | ---- | ---- |
| 454  | 420  | 425  | 403  | 426  | 494  | 458  | 452  | 444  |

| 1901 | 1906 | 1911 | 1921 | 1926 | 1931 | 1936 | 1946 | 1954 |
| ---- | ---- | ---- | ---- | ---- | ---- | ---- | ---- | ---- |
| 420  | 394  | 365  | 347  | 327  | 290  | 265  | 273  | 263  |

| 1962 | 1968 | 1975 | 1982 | 1990 | 1999 | 2004 | 2006 | 2009 |
| ---- | ---- | ---- | ---- | ---- | ---- | ---- | ---- | ---- |
| 213  | 200  | 194  | 192  | 212  | 211  | 199  | 206  | 195  |

| 2014 | 2019 | 2022 | - | - | - | - | - | - |
| ---- | ---- | ---- | - | - | - | - | - | - |
| 209  | 200  | 200  | - | - | - | - | - | - |

## Économie
La commune fait partie de la zone d'appellation d'origine contrôlée (AOC) du Béarn et de celle de l'ossau-iraty.

## Culture locale et patrimoine

### Patrimoine religieux

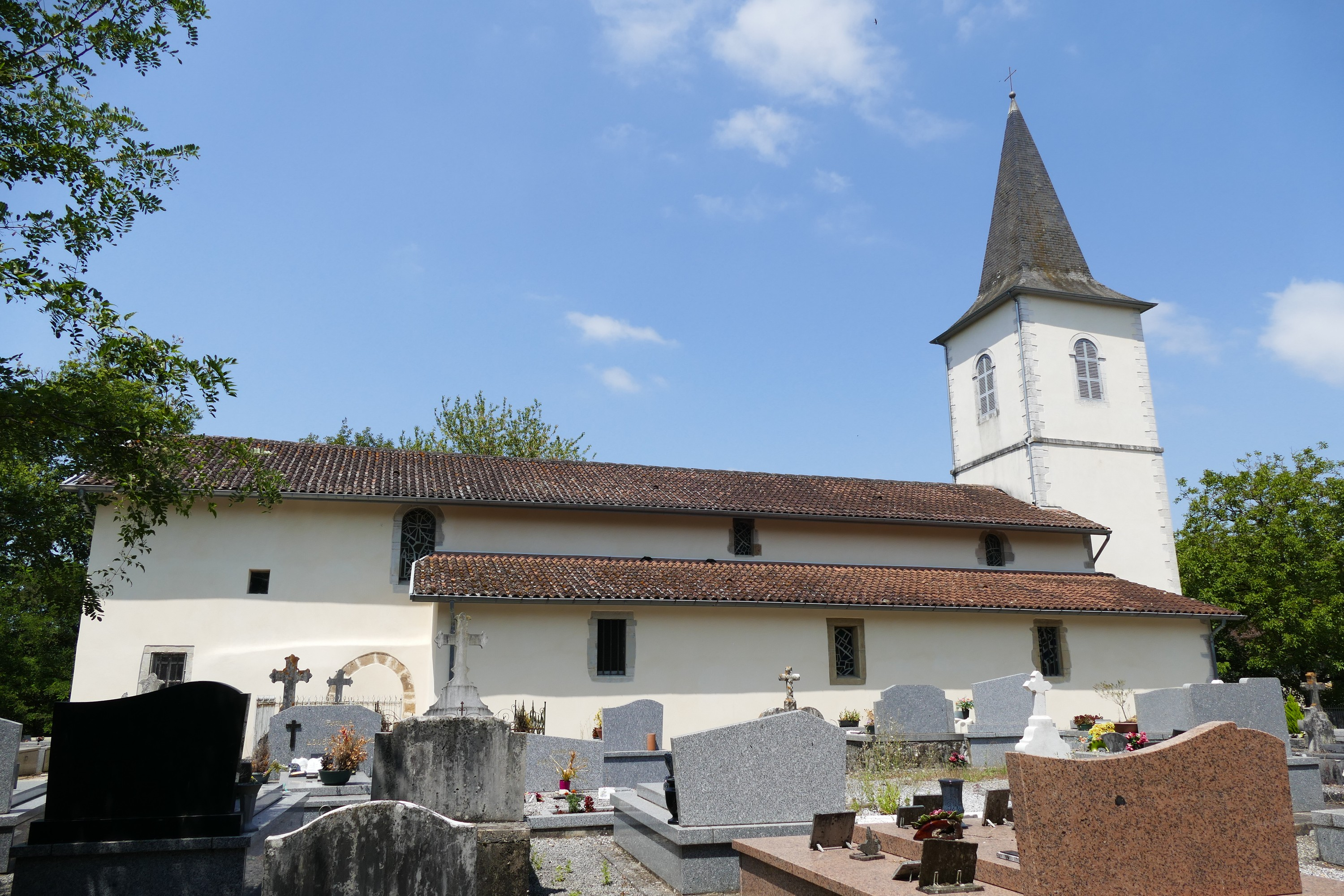
L'église Saint-Jean-Baptiste.

L'église Saint-Jean-Baptiste d'origine romane possède un très ancien retable dit retable d'Arimathie car il représente ce saint montrant le Saint-Graal. L'église recèle une cloche datant de 1791.
Il y a à la Pène de Mur, les ruines de l'ancienne église Saint-Barthélémy abandonnée en 1793. Une statue monumentale de la Vierge a été érigée sur la Pène en 1906 en exécution d'un vœu fait par le curé de paroisse qui faillit se noyer.

## Pour approfondir